# Nemesbikk
Nemesbikk ist eine ungarische Gemeinde im Kreis Tiszaújváros im Komitat Borsod-Abaúj-Zemplén.

## Geografische Lage
Nemesbikk liegt in Nordungarn, gut 27 Kilometer südöstlich des Komitatssitzes Miskolc und acht Kilometer südwestlich der Kreisstadt Tiszaújváros. Nachbargemeinden im Umkreis von sechs Kilometern sind Hejőbába, Hejőkürt und Oszlár.

## Sehenswürdigkeiten
- Reformierte Kirche, erbaut 1786–1788
- Römisch-katholische Kirche Jézus Szíve

## Verkehr
Durch Nemesbikk verläuft die Landstraße Nr. 3312. Es bestehen Busverbindungen über Hejőbába und Sajószöged nach Tiszaújváros, wo sich nächstgelegene Bahnhof befindet.